# Virginia Astley
Virginia Astley (ur. w 1959 w Watford) – angielska wokalistka pop.
Artystka rozpoczęła karierę w zespole Ravishing Beauties wraz z Nicolą Holland oraz Kate St. John. Opuściła zespół w 1982 roku rozpoczynając karierę solową. Pierwszym utworem solowym był "Love's a Lonely Place to Be", który dotarł do siódmego miejsca brytyjskiej listy niezależnej.
Debiutancki album Astley, From the Gardens Where We Fell Secure, został wydany w 1983 roku nakładem Rough Trade. Zawierał on w większości kompozycje instrumentalne w których wykorzystano m.in. śpiew ptaków oraz odgłosy z farmy. Drugi album, Hope in Darkened Heart, został wydany trzy lata później nakładem Warner Bros.
Obecnie artystka najczęściej występuje gościnnie w nagraniach innych wykonawców.

## Dyskografia
- From the Gardens Where We Fell Secure (1983)
- Hope in Darkened Heart (1986)
- All Shall Be Well (1992)
- Had I The Heavens (1996)